# 一間飛車
一間飛車（いっけんびしゃ、いちげんびしゃ，First File Rook）為日本將棋戰法之一。先手將1筋步兵推進到1五，然後將飛車沿1八～1六移動到中段，之後再圍玉。

## 概要
初手▲1六步△3四步▲1五步△8四步▲1八飛△8五步▲1六飛，在1筋布置浮飛車（浮き飛車，位於六段的飛車）。通常搭配穴熊圍，但也有使用美濃圍或片美濃的案例。目標是以低陣型攻擊敵陣，可以用轉飛車方法變化為石田流，或者改組成向飛車。
| 一間飛車穴熊示例 |

此戰法可以追溯到昭和年間，坊間定跡書《奇襲大全》即有記載，因此一間飛車是比較有知名度的戰術。若與三間飛車、四間飛車等振飛車戰法相較，一間飛車其實不該稱為一間飛車，而是「右一間飛車」或「九間飛車」才對。
圖為2001年7月1日JT杯日本系列佐藤康光vs先崎學戰。此後發展為▲7九玉△6二玉▲7七角△4二銀▲4六步△3四飛。職業賽還有清野靜男八段及神吉宏充的紀錄。
| △ 持駒 無▲ 持駒 無 JT杯 佐藤vs先崎戰 ▲9四飛 | △ 持駒 無▲ 持駒 無 JT杯 佐藤vs先崎戰 △3四飛 |

## 端飛車（左一間飛車）
推進9筋（後手1筋）步兵取位，接著利用相懸或橫步取的轉飛車機會，把飛車振到左端，再把玉將圍在右邊。如果對手阻礙左端取位，則在移開角行後，把引飛車振到左端。也可以組出地下鐵飛車，然後把飛車安置在底段左端（先手9九、後手1一）